# Ägyptische Militärgeschichte
Die Geschichte der Streitkräfte Ägyptens spannt sich über ca. 7.000 Jahre. Die modernen Streitkräfte Ägyptens sind heute die stärkste Armee in Afrika.

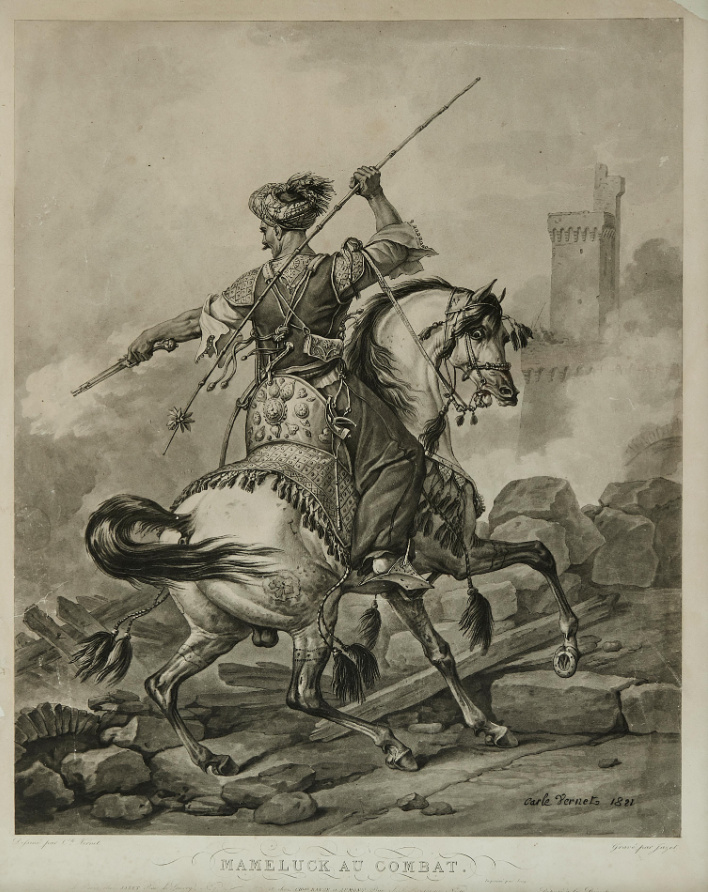
Berittenerer Mameluck in einer Darstellung von 1810

## Altes Ägypten
Aus dem Alten und Mittleren ägyptischen Reich ist über das Militärwesen nur wenig bekannt. Erst aus der Zeit von Thutmosis III. und Ramses II., die Ägypten zur Großmachtstellung verhalfen, gibt es mehr Informationen über das ägyptische Militärwesen. Die ägyptischen Pharaonen hatten stehende Heere. Die typische Bewaffnung bestand aus Keule und Schwert. Als Fernwaffen kamen Speer, Schleuder sowie Pfeil und Bogen zum Einsatz. Während der Hyksosherrschaft wurden auch Streitwagen und Pferd und weitere waffentechnische Innovationen wie Helm, Schild und Streitaxt eingeführt.

## Mamluken
Im Jahre 1250 gelang es den Mamluken, ehemaligen Militärsklaven, in Ägypten die Herrschaft zu erringen und sie zehn Jahre später auch auf die Levante auszudehnen. Das arabische Wort mamluk geht auf die semitische Wurzel mlk „König“ zurück und ist ein redupliziertes Partizip, das etwa mit „gekönigt“ übersetzt werden kann, im übertragenen Sinne aber eher für „Besitz des Königs“ steht. Es handelt sich also nicht um einfache Sklaven, sondern um Königssklaven, die ausschließlich für den Militärdienst verwendet wurden und die sich vielfach freiwillig selbst verkauften. Auch die Leibgarde Saladins bestand aus Soldaten, die meist im Kindes- und Jugendalter auf den Sklavenmärkten des nördlichen Anatolien oder des Kaukasus gekauft und dann durch eine Schulung zu Reitersoldaten und eine islamische Erziehung auf ihren Dienst vorbereitet wurden. Sie waren meist dem Herrscher ergeben. Sie konnten die Freiheit erlangen und dann ihrerseits Mamluken erwerben und an sich binden. 1260 eroberten die Mongolen Syrien, konnten aber von den Mamluken unter Qutuz und Baibars in der Schlacht bei ʿAin Dschālūt geschlagen werden. Damit war das Mamlukenreich in Ägypten das einzige Land im Nahen Osten, welches sich gegen die gefürchtete mongolische Kriegführung behaupten konnte. Die Mamluken festigten ihre Herrschaft in Ägypten und Syrien, begannen mit der Vertreibung der Franken, u. a. der Eroberung von Antiochia (1268), und ließen Nubien unterwerfen. 1517 wurden die ägyptischen Mamluken von den Osmanen unterworfen, beherrschten Ägypten aber weiter bis zur Schlacht bei den Pyramiden.

## Dynastie des Muhammad Ali
Nach der Ägyptischen Expedition Napoleons und dem Abzug der letzten französischen Truppen 1801 brachen in Ägypten heftige Machtkämpfe aus. In diesen setzt sich Muhammad Ali Pascha als osmanischer Statthalter in Ägypten durch. Unter der Herrschaft Muhammad Ali Paschas wurde die ägyptische Armee durch den französischen Oberst Sève (Süleyman Pascha) modernisiert.
Hauptsächlich durch Soldaten dieser neu gebildeten Armee wurde im Osmanisch-saudischen Krieg (1811–1818) die Wahhabiten in Arabien geschlagen. Entlang des Nils stießen die Ägypter 1820–1823 immer weiter nach Süden vor, um den Sudan zu erobern. 1821 wurde das Sultanat von Sannar von ägyptischen Truppen unter Führung Ismael Kamil Paschas, dem Sohn von Muhammad Ali, besiegt. Nach der Eroberung wurde sofort damit begonnen, schwarze Sklaven zu rekrutieren. Am 13. Juni 1821 wurde die Hauptstadt der Fung Sannar erobert. Khartum wurde gegründet und zur Hauptstadt des Landes. Entlang des Weißen und Blauen Nils wurden Militärstützpunkte errichtet.
Später wurden auch ägyptische Fellachen rekrutiert und die Armee vergrößert. Auf dem Höhepunkt war sie 277.000 Mann stark, davon 130.000 Mann reguläre Truppen. Während des Aufstandes in Griechenland (1822–1827) war der osmanische Sultan Mahmut II., nach drei misslungenen Feldzügen, gezwungen den schon zu mächtigen Pascha von Ägypten, Muhammad Ali, zu seiner Unterstützung zu rufen. Die disziplinierte ägyptische Armee, unterstützt von einer gut organisierten Flotte, erreichte schnell was den Türken nicht gelungen war. Um 1826 waren die Griechen zu Land praktisch unterworfen, und Ibrahim Pascha, der Sohn Muhammad Alis, bereitete sich vor die griechischen Inseln zu erobern. Durch das Eingreifen einer britisch-französischen Flotte in der Schlacht von Navarino musste das Osmanische Reich 1830 aber Griechenland in die Unabhängigkeit entlassen.

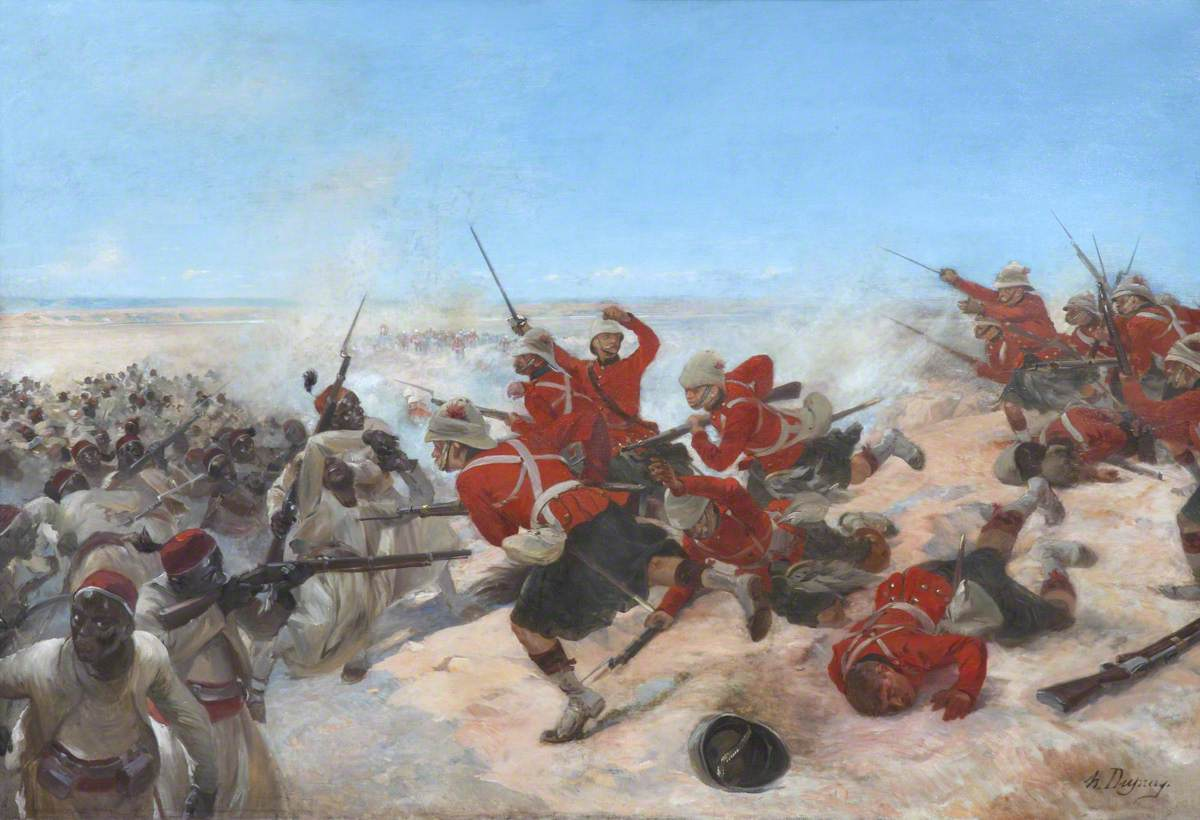
Schlacht von Tel-el-Kebir

Um den politischen und wirtschaftlichen Aufstieg Ägyptens abzusichern, begann 1831 die Invasion in Palästina und Syrien, wobei das ägyptische Heer unter Ibrahim Pascha nach mehreren Siegen über die osmanische Armee durch Anatolien auf Istanbul vorstieß. Zwar musste sich Ibrahim Pascha, nach dem Frieden von Kütajeh, wieder zurückziehen, konnte aber Syrien und Kilikien behaupten. Erst eine Intervention der europäischen Mächte (1840) zwang Muhammad Ali Pascha zum Rückzug aus Syrien und Palästina.
Mit Ausbruch des Krimkriegs (1853) unterstützte der ägyptische Vizekönig Abbas I. die Osmanen mit der Flotte und stellte 15.000 Mann der ägyptischen Armee zur Verfügung.
Im Zuge der Urabi-Bewegung wurden britische Truppen unter General Wolseley nach Ägypten entsandt, um eine weitere wirtschaftliche und finanzielle Durchdringung des Landes und vor allem die Kontrolle über den Suezkanal sicherstellen zu können. Der Anglo-Ägyptische Krieg endete mit der Niederlage Ahmed Urabi Paschas in der Schlacht von Tel-el-Kebir am 13. September 1882 und leitete die Britische Herrschaft in Ägypten ein. Im Zuge der Unruhen während der Urabi-Bewegung breitete sich im ägyptisch besetzten Sudan der Mahdi-Aufstand aus.
An Soldaten, die während des Anglo-Ägyptischen Krieges und der Anfangsphase des Mahdi-Aufstandes in Ägypten oder dem Sudan dienten, wurde ab 1882 der Khediven-Stern verliehen. Die Verleihung des Sterns erfolgte bis 1891.

## Britische Herrschaft in Ägypten

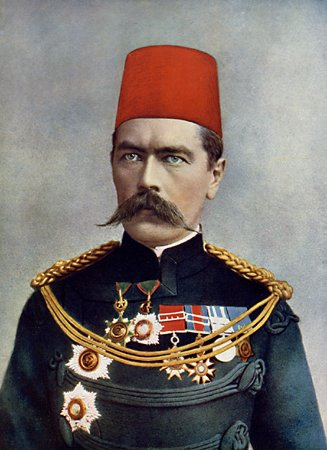
Kitchener als Sirdar der ägyptischen Armee

Am 20. Dezember 1882 wurde die Ägyptische Armee aufgelöst. Zur Niederschlagung des Mahdi-Aufstandes wurden 10.000 Mann der Armee Urabis reaktiviert, die unter dem Befehl von William Hicks gestellt und am 5. November 1883 in der Schlacht von Scheikan von den Mahdisten vernichtend besiegt wurden. Unter dem Kommando eines britischen Oberbefehlshabers, des Sirdar wurde daraufhin  die Ägyptische Armee neu aufgebaut. Der erste Sirdar war von 1883 bis 1885 Evelyn Wood. Im Januar 1883 wurden Wood £ 200.000 zur Verfügung gestellt, um eine Armee aus 6.000 Fellachen zur Verteidigung Ägyptens aufzustellen. 26 teils britische Offiziere bildeten die Armee aus. Ende 1883 bestand die Armee aus acht Infanteriebataillonen, davon vier mit britischen Kommandeuren. Zehn Jahre später war die ägyptische Armee 12.500 Mann und 1898 18.000 Mann stark. Die Armee war geteilt in ägyptische und sudanesische Bataillone.
Im Türkisch-Ägyptischen Sudan brach 1881 der Mahdiaufstand aus. Die Wirren in Ägypten im Zuge der Urabi-Bewegung und der Besetzung Ägyptens durch Großbritannien begünstigten die Ausbreitung der Idee des Mahdi Muhammad Ahmad. Die Streitmacht der Mahdisten konnte am 19. Januar 1883 schließlich, nach viermonatiger Belagerung die Provinzhauptstadt El Obeid einnehmen. Im September 1883 wurden alle verfügbaren ägyptischen Truppen unter dem britischen General Hicks Pascha entsandt, um El Obeid zurückzuerobern. Das gesamte Heer wurde am 5. November in der Schlacht von Scheikan vernichtet.
Bei der britischen Gordon Relief Expedition, zur Rettung von Gouverneur Gordon Pascha und zum Entsatz von Khartum vor den Mahdisten, übernahm die neue ägyptische Armee nur administrative Aufgaben. Sie sicherte lediglich den britischen Rückzug. Nach dem Abmarsch der britischen Truppen übernahm sie aber die Hauptrolle in der Abwehr der Mahdisten. Im Herbst 1885 erreichte eine Armee der Mahdisten unter Muhammed el-Kheir die ägyptische Grenze. Am 30. Dezember 1885 kam es zu einem Kampf mit ägyptischen Truppen unter Sir Frederick Stephenson. Die ägyptische Armee konnte, ohne Unterstützung durch britische Truppen, ihren ersten Sieg erringen und den Vormarsch der Mahdisten stoppen.
Im Juni 1889 griff eine Armee der Mahdisten aus dem Sudan Wadi Halfa den südlichsten Stützpunkt der anglo-ägyptischen Truppen an. Der zweite Sirdar Sir Francis Grenfell übernahm selbst das Kommando an der sudanesischen Grenze und konzentrierte seine Truppen bei Toski (Tushkah). Dort kam es am 3. August zur Schlacht von Toski, in der die angreifende Streitmacht der Mahdisten vernichtet wurde. Dies war der erste Sieg der neuaufgestellten ägyptischen Armee.
Seit seiner Ernennung 1892 zum dritten Sirdar der ägyptischen Armee hatte Horatio Herbert Kitchener an der Vorbereitung der ägyptischen Truppen zur Rückeroberung des Sudan gearbeitet. 1896 wurde schließlich die Anglo-Egyptian Nile Expeditionary Force, unter seinem Kommando, in Marsch gesetzt. Diese führte zunächst im Dongola-Feldzug die Besetzung des nördlichen Sudan durch. Dabei kam es am 7. Juni 1896 zur Schlacht von Firket und am 23. September fiel Dongola. Nachdem das Problem der langen Nachschubwege behoben wurde, indem zwischen Januar und Oktober 1897 eine Eisenbahnlinie durch die Wüste von Wadi Halfa nach Abu Hamad erbaut worden war, konnte die anglo-ägyptische Armee weiter vorrücken. Von 1897 bis 1898 marschierten die Briten im Nil-Feldzug weiter nach Süden. Nach mehreren Gefechten besiegte Kitchener am 2. September 1898 die Mahdisten in der Schlacht von Omdurman. Das zurückeroberte Land wurde nicht an Ägypten zurückgegeben, sondern 1899 als anglo-ägyptisches Kondominium mit Kitchener als erstem Generalgouverneur konstituiert.
Nachdem Kitchener im Dezember 1899 Generalstabschef von Lord Roberts im Burenkrieg wurde, übernahm Francis Reginald Wingate die Funktion des Generalgouverneurs des Sudan und des Sirdar. Am 1. Januar 1917 wurde Wingate Hochkommissar für Ägypten.
Im Ersten Weltkrieg war die Palästinafront mit dem Sinai als Grenzgebiet zum osmanischen Palästina bis Oktober 1918 Kampfgebiet.

## Königreich Ägypten
1922 wurde Ägypten von Großbritannien in die Unabhängigkeit entlassen. Fu'ād I. nahm den Königstitel an. Im Land blieben jedoch weiterhin britische Truppen stationiert.
1928 beschloss das ägyptische Parlament den Aufbau einer Luftwaffe. Mehr als 200 ägyptische Offiziere bewarben sich um die Ausbildung als Pilot, aber nur drei bestanden die medizinischen und technischen Überprüfungen.
Durch den Bündnisvertrag vom 26. August 1936 verzichtete Großbritannien auf bestimmte vorbehaltene Rechte in Ägypten und zog seine Truppen bis auf die Sueskanalzone zurück, wobei es sich aber das Zugriffsrecht auf das ägyptische Transport- und Kommunikationssystem im Kriegsfall sicherte. Das Amt des Sirdar von Ägypten wurde abgeschafft.
Im Zweiten Weltkrieg berief sich Großbritannien unabhängig von einer ägyptischen Neutralitätserklärung auf den Anglo-Ägyptischen Vertrag von 1936, der bei einer Bedrohung des Sueskanals die Besetzung des Landes erlaubte. So wurde der Nordwesten Ägyptens zum Schlachtfeld der deutschen und italienischen Armeen unter Erwin Rommel und den Briten unter Bernard Montgomery, die ägyptische Armee selbst blieb neutral. Britische Truppen blieben bis 1946 im Land.
Im Arabisch-Israelischen Krieg von 1948 konnten ägyptische Truppen in Israel eindringen. Trotz gewährten Militär- und Finanzhilfen aus Saudi-Arabien und anderen arabischen Staaten wurden sie unter schweren Verlusten 1949 wieder zurückgetrieben.

## Republik Ägypten

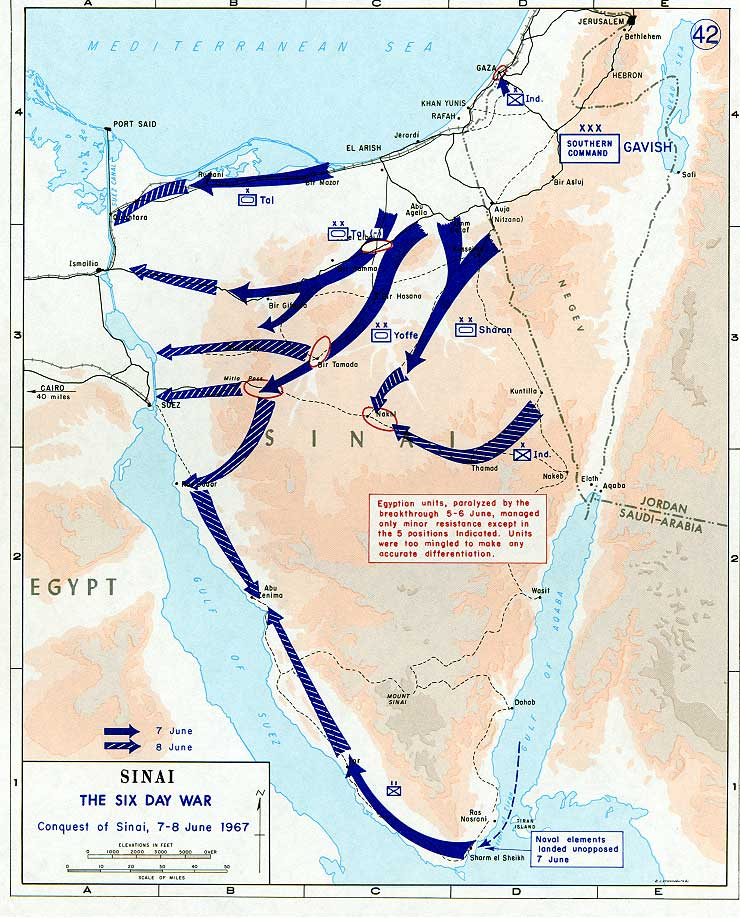
Eroberung der Sinai-Halbinsel im Sechstagekrieg

Nach dem Sturz König Faruqs 1952 durch Offiziere der ägyptischen Armee änderte die neue Regierung ihre bis dahin mit den europäischen Mächten kooperative Politik zu einem nationalistischen, panarabischen und antiisraelischen Kurs. Die Verstaatlichung des Sueskanals am 26. Juli 1956 führte zur Suezkrise und dem Angriff Frankreichs, Großbritanniens und Israels. Gamal Abdel Nasser hatte darin zwar eine militärische Niederlage erlitten, konnte aber dank des Eingreifens der Supermächte einen politischen Sieg davontragen, welcher ihn zum unangefochtenen Führer der arabischen Welt machte.
Der Sechstagekrieg zwischen Israel und seinen arabischen Nachbarstaaten Ägypten, Jordanien und Syrien dauerte vom 5. bis zum 10. Juni 1967. Der Krieg begann am 5. Juni mit einem Angriff der israelischen Luftwaffe auf ägyptische Luftwaffenbasen. Am Ende des Krieges kontrollierte Israel den Gazastreifen, die Sinai-Halbinsel, die Golanhöhen und das Westjordanland.
Von 1968 bis 1970 führte Ägypten mit sowjetischer Hilfe den so genannten Abnutzungskrieg gegen Israel, um den Sinai zurückzuerobern. Der Krieg endete mit einem 1970 geschlossenen Waffenstillstand; keine der beiden Parteien konnte Gebietsgewinne verzeichnen.
Im Jom-Kippur-Krieg (oder „Oktoberkrieg“) von 1973 erzielen Ägypten und Syrien durch einen Überraschungsangriff am höchsten jüdischen Feiertag Anfangserfolge gegen Israel. Teile des Sinai werden von ägyptischen Truppen besetzt. Allerdings gelang es Israel nach einigen Tagen, die ägyptischen Truppen zurückzuschlagen. Am 16. Oktober war die ägyptische Armee eingekesselt und die Israelis standen jenseits des Sueskanals, nur  101 km vor Kairo. Der Krieg wurde durch massiven Druck der USA beendet.
1977 kam es zu einem viertägigen Libysch-Ägyptischen Grenzkrieg.